# Mistrzostwa Świata w Lekkoatletyce 1995 – skok w dal mężczyzn
Skok w dal mężczyzn – jedna z konkurencji rozgrywanych podczas mistrzostw świata w lekkoatletyce w 1995. Kwalifikacje odbyły się 11 sierpnia, a finał został rozegrany 12 sierpnia.
Do kwalifikacji zgłoszonych zostało 50 zawodników z 36 państw.
Zawody w tej konkurencji wygrał reprezentant Kuby Iván Pedroso. Drugą pozycję zajął zawodnik z Jamajki James Beckford, trzecią zaś reprezentujący Stany Zjednoczone Mike Powell.

## Wyniki

### Kwalifikacje
Grupa A
| Miejsce | Zawodnik               | Państwo                      | Podejście | Podejście | Podejście | Wynik | Uwagi |
| Miejsce | Zawodnik               | Państwo                      | #1        | #2        | #3        | Wynik | Uwagi |
| ------- | ---------------------- | ---------------------------- | --------- | --------- | --------- | ----- | ----- |
| 1.      | Mike Powell            | Stany Zjednoczone            | 8,25      | –         | –         | 8,25  |       |
| 2.      | Iwajło Mładenow        | Bułgaria                     | X         | X         | 8,16      | 8,16  |       |
| 3.      | Georg Ackermann        | Niemcy                       | X         | 7,77      | 8,13      | 8,13  |       |
| 4.      | Bogdan Tudor           | Rumunia                      | 7,97      | X         | 8,06      | 8,06  |       |
| 5.      | Huang Geng             | Chiny                        | 7,86      | 7,88      | 7,98      | 7,98  |       |
| 6.      | Galin Georgiew         | Bułgaria                     | X         | 7,93      | 7,92      | 7,93  |       |
| 7.      | Witalij Kyryłenko      | Ukraina                      | 7,87      | 7,81      | 7,80      | 7,87  |       |
| 8.      | Nélson Carlos Ferreira | Brazylia                     | 7,77      | X         | 7,87      | 7,87  |       |
| 9.      | Siniša Ergotić         | Chorwacja                    | X         | 7,85      | X         | 7,85  |       |
| 10.     | Jaime Jefferson        | Kuba                         | X         | X         | 7,84      | 7,84  |       |
| 11.     | Mattias Sunneborn      | Szwecja                      | X         | X         | 7,67      | 7,67  |       |
| 12.     | Roberto Coltri         | Włochy                       | 7,65      | X         | X         | 7,65  |       |
| 13.     | Konstantin Sarnatskiy  | Uzbekistan                   | 7,48      | X         | 7,52      | 7,52  |       |
| 14.     | Elmer Williams         | Portoryko                    | 7,37      | X         | X         | 7,37  |       |
| 15.     | Biliaminou Alao        | Benin                        | 7,22      | 7,35      | X         | 7,35  | NR    |
| 16.     | Stanisław Tarasienko   | Rosja                        | X         | 7,29      | –         | 7,29  |       |
| 17.     | Ellsworth Manuel       | Antyle Holenderskie          | 2,38      | X         | X         | 2,38  |       |
| –       | Andreja Marinković     | Jugosławia                   | X         | X         | X         | NM    |       |
| –       | Roman Orlík            | Czechy                       | X         | X         | X         | NM    |       |
| –       | Roland McGhee          | Stany Zjednoczone            | X         | X         | X         | NM    |       |
| –       | Spiridon Wasdekis      | Grecja                       | X         | X         | X         | NM    |       |
| –       | Kiriłł Sosunow         | Rosja                        | X         | X         | X         | NM    |       |
| –       | Armen Martirosjan      | Armenia                      | X         | X         | X         | NM    |       |
| –       | Fred Salle             | Wielka Brytania              | X         | X         | X         | NM    |       |
| –       | Musabbah Ali Saeed     | Zjednoczone Emiraty Arabskie | X         | X         | X         | NM    |       |

Grupa B
| Miejsce | Zawodnik                | Państwo                    | Podejście | Podejście | Podejście | Wynik | Uwagi |
| Miejsce | Zawodnik                | Państwo                    | #1        | #2        | #3        | Wynik | Uwagi |
| ------- | ----------------------- | -------------------------- | --------- | --------- | --------- | ----- | ----- |
| 1.      | Iván Pedroso            | Kuba                       | 8,45      | –         | –         | 8,45  |       |
| 2.      | James Beckford          | Jamajka                    | X         | 7,85      | 8,24      | 8,24  | NR    |
| 3.      | Nobuharu Asahara        | Japonia                    | 8,08      | –         | –         | 8,08  |       |
| 4.      | Andriej Ignatow         | Rosja                      | X         | 7,81      | 8,04      | 8,04  |       |
| 5.      | Franck Zio              | Birma                      | X         | 7,92      | 7,57      | 7,92  | NR    |
| 6.      | Robert Emmijan          | Armenia                    | 7,90      | X         | 7,91      | 7,91  |       |
| 7.      | Kareem Streete-Thompson | Stany Zjednoczone          | X         | 7,91      | X         | 7,91  |       |
| 7.      | Konstandinos Kukodimos  | Grecja                     | X         | X         | 7,91      | 7,91  |       |
| 9.      | Milan Gombala           | Czechy                     | X         | X         | 7,88      | 7,88  |       |
| 10.     | Cheikh Touré            | Senegal                    | X         | X         | 7,85      | 7,85  |       |
| 10.     | Andrew Owusu            | Ghana                      | 7,85      | X         | X         | 7,85  |       |
| 12.     | Alaksandar Hławacki     | Białoruś                   | 7,77      | 7,81      | 7,79      | 7,81  |       |
| 13.     | Bogdan Țăruș            | Rumunia                    | X         | 7,72      | 7,79      | 7,79  |       |
| 14.     | Konstantin Krause       | Niemcy                     | X         | X         | 7,68      | 7,68  |       |
| 15.     | Douglas de Souza        | Brazylia                   | 7,63      | 7,33      | 7,15      | 7,63  |       |
| 16.     | Vladimir Malyavin       | Turkmenistan               | X         | 6,86      | 7,38      | 7,38  |       |
| 17.     | Nikołaj Antonow         | Bułgaria                   | 7,27      | 7,36      | X         | 7,36  |       |
| 18.     | Ricardo Valiente        | Peru                       | X         | 7,19      | 7,31      | 7,31  |       |
| 19.     | Baoting Huang           | Chiny                      | X         | X         | 7,29      | 7,29  |       |
| 20.     | Modou Gai Pa            | Gambia                     | 2,17      | X         | X         | 2,17  |       |
| –       | Rogelio Sainz           | Meksyk                     | X         | X         | X         | NM    |       |
| –       | Gregor Cankar           | Słowenia                   | X         | X         | X         | NM    |       |
| –       | Chao Chih-kuo           | Chińskie Tajpej            | X         | X         | X         | NM    |       |
| –       | Keita Cline             | Brytyjskie Wyspy Dziewicze | X         | X         | X         | NM    |       |
| –       | Obinna Eregbu           | Nigeria                    | DNS       | DNS       | DNS       | DNS   |       |

### Finał
| Miejsce | Zawodnik                | Państwo           | Podejście | Podejście | Podejście | Podejście | Podejście | Podejście | Wynik | Uwagi |
| Miejsce | Zawodnik                | Państwo           | #1        | #2        | #3        | #4        | #5        | #6        | Wynik | Uwagi |
| ------- | ----------------------- | ----------------- | --------- | --------- | --------- | --------- | --------- | --------- | ----- | ----- |
| 01 !    | Iván Pedroso            | Kuba              | 7,82      | 8,70      | X         | X         | 8,28      | 8,23      | 8,70  |       |
| 02 !    | James Beckford          | Jamajka           | 7,86      | X         | 8,02      | X         | 8,12      | 8,30      | 8,30  | NR    |
| 03 !    | Mike Powell             | Stany Zjednoczone | 8,18      | X         | 8,29      | 8,18      | X         | X         | 8,29  |       |
| 4.      | Georg Ackermann         | Niemcy            | 7,91      | X         | 7,95      | 8,14      | X         | X         | 8,14  |       |
| 5.      | Bogdan Tudor            | Rumunia           | X         | 7,68      | 8,01      | X         | 7,97      | X         | 8,01  |       |
| 6.      | Konstandinos Kukodimos  | Grecja            | X         | 8,00      | X         | X         | X         | 7,89      | 8,00  |       |
| 7.      | Huang Geng              | Chiny             | 7,60      | 7,90      | 7,94      | 7,58      | 7,82      | 7,90      | 7,94  |       |
| 8.      | Iwajło Mładenow         | Bułgaria          | X         | 7,93      | X         | X         | X         | 7,93      | 7,93  |       |
| 9.      | Andriej Ignatow         | Rosja             | X         | 7,93      | X         | NQ        | NQ        | NQ        | 7,93  |       |
| 10.     | Franck Zio              | Birma             | 7,40      | 7,87      | 7,56      | NQ        | NQ        | NQ        | 7,87  |       |
| 11.     | Robert Emmijan          | Armenia           | 7,77      | X         | 7,45      | NQ        | NQ        | NQ        | 7,77  |       |
| 12.     | Nobuharu Asahara        | Japonia           | 7,77      | 5,93      | X         | NQ        | NQ        | NQ        | 7,77  |       |
| 13.     | Galin Georgiew          | Bułgaria          | X         | 7,56      | 7,72      | NQ        | NQ        | NQ        | 7,72  |       |
| 14.     | Kareem Streete-Thompson | Stany Zjednoczone | X         | X         | 7,43      | NQ        | NQ        | NQ        | 7,43  |       |